# جرج پال
جرج پال (مجاری: George Pal؛ ۱ فوریهٔ ۱۹۰۸ – ۲ مهٔ ۱۹۸۰) تهیه‌کننده و کارگردان مجارستانی بود. وی بین سال‌های ۱۹۳۴ تا ۱۹۷۵ میلادی فعالیت می‌کرد.